# Amphipsylla primaris
Amphipsylla primaris är en loppart som beskrevs av Jordan et Rothschild 1915. Amphipsylla primaris ingår i släktet Amphipsylla och familjen smågnagarloppor.

## Underarter
Arten delas in i följande underarter:
- A. p. primaris
- A. p. beigiangensis
- A. p. mitis